# Sant Feliu de Sort
Sant Feliu de Sort és l'església parroquial de la vila de Sort, dins de l'antic terme municipal primigeni, a la comarca del Pallars Sobirà. Està situada a migdia del centre de la vila, a la Plaça Major, davant de la carretera nacional. És una obra protegida com a Bé Cultural d'Interès Local.

## Descripció

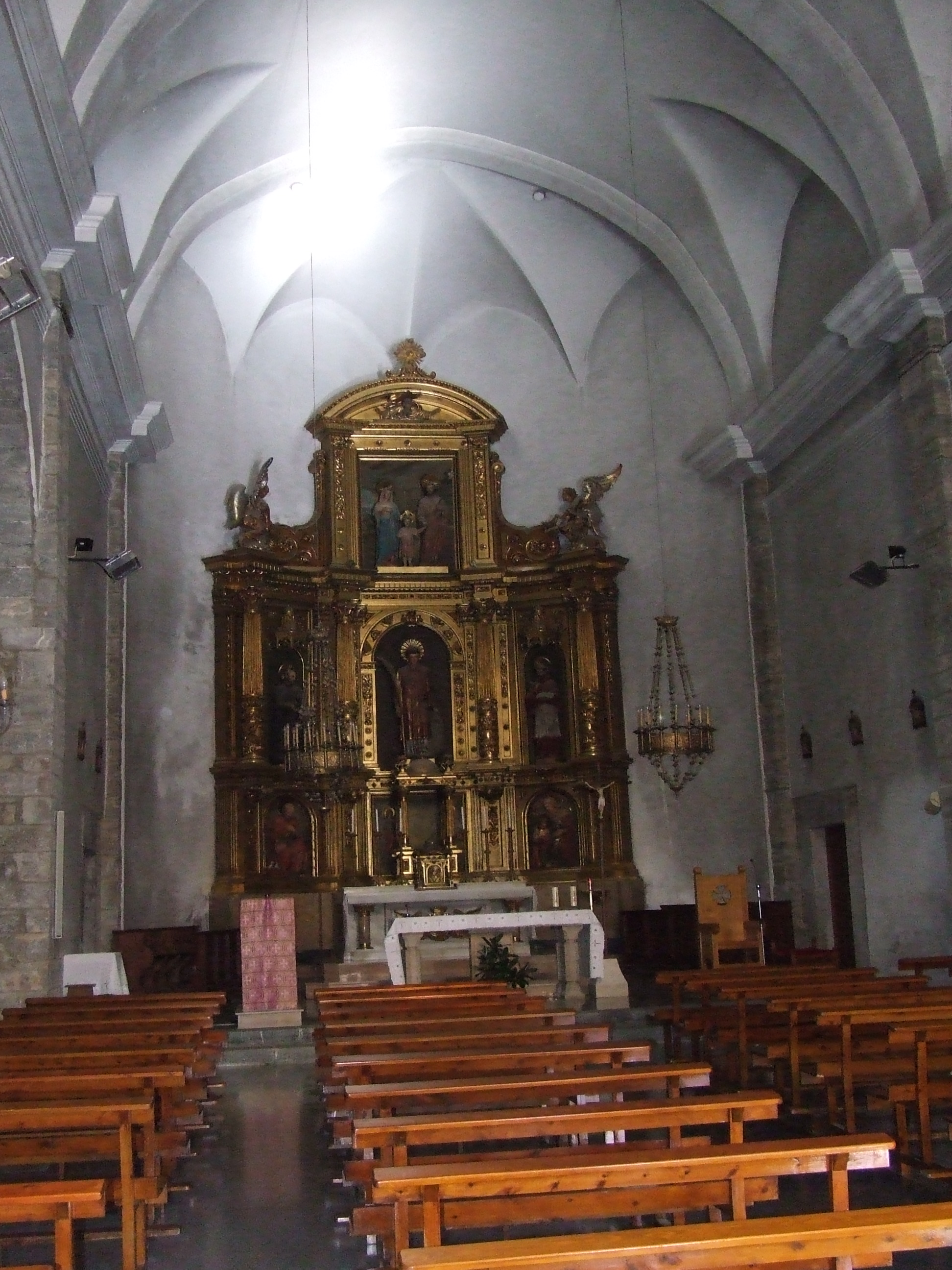
Interior de Sant Feliu de Sort

Església de tres naus i capçalera de planta rectangular orientada a ponent, la seva façana es troba als peus de la nau. Al seu centre hi ha una porta amb arc de mig punt, flanquejada a certa alçada per dues finestres. Per damunt de la porta s'obren dues finestres més d'arc de mig punt i al triangle, que forma sobre la paret la coberta de llicorella a dues aigües, hi ha una rosassa. A la banda nord-est s'aixeca una potent torre-campanar, inicialment de secció quadrada que es transforma en octogonal a partir del nivell del llosat i és coronada per una aguda coberta de llicorella. Els paraments de la nau i part inferior del campanar són els blocs de pedra local, generalment sense retocar i de dimensions reduïdes i homogènies. La part superior del campanar, en canvi, apareix arrebossada.
En l'actualitat actua com a parròquia seu d'una agrupació de parròquies que inclou les de la Santa Cecília d'Ancs, Sant Lliser d'Arcalís, Sant Andreu de Baén, la Mare de Déu del Roser de Baro, Sant Martí de la Bastida de Sort, Sant Miquel de Bressui, Sant Esteve de Bretui, Santa Eugènia d'Embonui, Sant Esteve d'Escós, Sant Marçal d'Estac, Santa Maria de Gerri, Sant Martí de Llagunes, Mare de Déu de Medina, Sant Clem de Mencui, Sant Antoni Abat de Mentui, Sant Martí de Montcortès, la Purificació d'Olp, Sant Llorenç de Peracalç, Sant Cristòfol de Peramea, Sant Pere de Pujalt, Sant Andreu de Pujol, Sant Salvador de Rubió, Sant Sebastià de Buseu, Santa Coloma de Sellui, Sant Pere de Soriguera i Sant Romà d'Useu. També és el cap de l'arxiprestat del Pallars Sobirà. També havia depès d'aquesta església la sufragània de Sant Germà de Pernui, a l'edat mitjana depenent de Sant Feliu de Vilamflor.